# 閃光鱘
閃光鱘（學名：Acipenser stellatus）是一種鱘屬魚類，分佈在黑海、亞速海及裏海盆地。它們可以長達2.2米及重80公斤。最長壽的可以達27歲。
其种加词“stellatus”意为“星斑的”。

## 特徵
閃光鱘可以長達2.2米及重80公斤。它們的背部呈深灰色至近黑色，兩側較淺色，腹部接近白色。背鰭共有40-46條軟鰭條，臀鰭有24-29條鰭條。吻長及端尖。下唇在中央斷開。觸鬚很短。它們有5行稜鯪，背部有11-14塊，兩側各有30-36塊，腹部有10-11塊，稜鯪行之間有星狀的板。

## 分佈及棲息地
閃光鱘分佈在黑海、亞速海及裏海盆地。它們棲息在10-100米水深的海底，喜歡水溫10-20℃的環境。它們主要會在近岸的沙及泥上出沒，日間會留在海底，夜間則浮上水面。它們主要吃魚類、軟體動物、甲殼類及蠕蟲。

## 保育狀況
閃光鱘是重要的商業漁獲，連同歐洲鰉及波斯鱘都是製成魚子醬的重要物種。它們的肉質可口，在裏海是一種美味。它們也會被用來製作卡博串。在俄羅斯、伊朗、義大利及美國都有養殖它們。閃光鱘的恢復力很低，要4.5-14年才可以令群落的數量倍增。
閃光鱘處於極危狀況，並受到《瀕危野生動植物種國際貿易公約》的保護。

## 外部連結
- fishbase （页面存档备份，存于）